# Davis
För andra betydelser, se Davis (olika betydelser).
Davis är en stad belägen sydväst om Sacramento i norra Kalifornien. Davis är en utpräglad universitetsstad. University of California har ett av sina tio campus i staden. UC Davis har 30 000 studenter och Davis har drygt 60 000 invånare.